# Tal R: The Virgin
|  | Denne artikel er oprettet af botten PalnaBot ud fra en ekstern database. Den kan derfor have sproglige fejl eller mangler. Denne skabelon kan fjernes efter kontrol af indholdet. |

Tal R: The Virgin er en dokumentarfilm fra 2013 instrueret af Daniel Dencik.
Filmen vandt Årets Robertpris for bedste korte dokumentarfilm 2014.

## Handling
I Tjekkoslovakiet, længe før 2. verdenskrig, var kunstneren Tal Rosenzweigs farfar og filminstruktøren Daniel Denciks farfar naboer. Det er uvist om de kendte hinanden, men de levede side om side i samme bjerglandsby i Tatrabjergene. Så går der halvtreds år, slægter udryddes, splittes, emigrerer og immigrerer. Og skæbnen vil, at Tals familie og Daniels familie igen bliver naboer. I Valby. Der vokser de to drenge, Tal og Daniel, op. Deres livsbaner krydser igen i 2011, ombord på ekspeditionsskibet Activ, der sejler til Grønlønd fuldt af videnskabsmænd og kunstnere. I 2013 laver Daniel et portræt af Tal R, hvori vi lærer kunstneren at kende gennem kollegaen John Kørner, naboen Søren Ulrik Thomsen, den tyske ven Jonathan Meese, Onkel Ole og ikke mindst kunstneren selv og hans forældre.